# Batu Khan
Batu Khan of Batoe Chan (ca. 1205-1255) was een Mongools heerser (kan, chan of khan), veroveraar, generaal en troonpretendent. Hij was de zoon van Jochi en de kleinzoon van Dzjengis Khan. Hij stichtte in 1236 een rijk dat dezelfde naam kreeg als zijn leger, de Gouden Horde. De naam Batu is een verbastering van het Mongoolse Baatar, dat held betekent. Zijn echte naam is niet bekend.

## Afkomst
Batu's vader Jochi was als zoon van Dzjengis Khan omstreden, omdat Börte, de vrouw van Dzjengis Khan, rond negen maanden voor de geboorte van Jochi nog als gevangene bij een andere stam zat. Daardoor werd de lijn van Jochi door de rivaliserende families van de andere zoons van Dzjengis Khan als onecht gezien. Dit kostte Batu de mogelijkheid Khan van alle Mongolen te worden. Ook gaf het hem een militair nadeel, aangezien hij de beschikking kreeg over zeer weinig soldaten. Veel van zijn soldaten rekruteerde hij uit de stammen die hij onderwierp, vooral de Turkstalige Kipchak.
Zijn jeugd bracht Batu door in Mongolië, maar eigenlijk is er weinig over bekend. Men weet dat Batu rond 1205 geboren moet zijn, dus dat betekent voordat Temujin tot Dzjengis Khan werd uitgeroepen. Hij bracht zijn jeugd waarschijnlijk door in betrekkelijke luxe, in de ger van zijn ouders, als nomade.
Batu Khan adopteerde later Alexander Nevski.

## Veroveringen in het Kievse Rijk
In 1235 viel Batu, die op dat moment al de Krim veroverd had, aan het hoofd van een deels zelf geronseld, deels toegewezen leger van 130.000 man het Kievse Rijk binnen. Hij werd hierbij bijgestaan door Subedei, de meest capabele generaal van het Mongoolse rijk, die ook nog met zijn grootvader Dzjengis Khan gevochten had. Ook veel broers en neven waren generaals in Batu's leger: Güyük, Möngke, Berke, Siban, Kaidan, Buri en Orda bijvoorbeeld. In de geheime geschiedenis van de Mongolen staat dat alle oudste zonen van alle Mongolen op deze veldtocht meegezonden zouden zijn, hetgeen echter niet te verifiëren valt. Als eerste werden de Wolgabulgaren onderworpen, evenals enkele stammen Kipchak en de Alanen. Omdat hiermee het leger van Batu vooral uit de Turkstalige Wolgabulgaren, Kipchak en andere Centraal-Aziatische Turkse stammen bestond, werd er vanaf 1240 langzamerhand ook gesproken van een Turks rijk. De steden Bolghar, Bilär, Suar en Cükätaw werden belegerd en afgebrand en de bewoners werden vermoord of als slaaf verkocht. De overlevenden vertrokken richting Kazan.
In november 1237 werd Joeri II van Vladimir gevraagd zich te onderwerpen, zoals de Mongoolse traditie wilde. Hij weigerde en oorlog was het gevolg. Als eerste werd Rjazan belegerd. Na zes dagen van hevige bombardementen met katapulten en wapens die men tot dan toe nooit in Europa gezien had, was deze stad zo grondig verwoest dat men nooit meer de moeite heeft genomen haar op te bouwen. Zoals een chroniqueur uit die tijd meldt: De prins, zijn vrouw, moeder, zonen, bojaren en onderdanen werden vermoord met een grove wreedheid, zonder consideratie voor leeftijd of geslacht, door de wraakzuchtige Tataren. Sommige werden verminkt, of kregen spijkers of houtsplinters onder hun vingernagels. Priesters werden levend geroosterd en nonnen en novices werden in de kerken voor de ogen van hun familie verkracht. Geen oog bleef open om voor de doden te huilen.
De grootprins stuurde vervolgens zijn zonen in de tegenaanval, maar die werden verpletterend verslagen. Op 4 februari 1238 werd Vladimir belegerd en verwoest, na een beleg van slechts drie dagen. De prinselijke familie kwam om, op Yuri na, die naar het noorden vluchtte. Terwijl hij een nieuw leger bijeenbracht in Jaroslavl, werd hij op 4 maart aangevallen en bij de slag bij de Sit verpletterend verslagen. Hij overleefde de slag niet, net zomin als zijn neef, Vsevolod van Jaroslavl.
In de daaropvolgende maanden verdeelde Batu zijn leger. Hij verwoestte achtereenvolgens: Rostov aan de Don, Oeglitsj, Jaroslavl, Kostroma, Kasjin, Ksnjatin, Gorodets, Galitsj, Pereslavl-Zalesski, Joerjev-Polski, Dmitrov, Volokolamsk, Tver, en Torzjok. Novgorod en Pskov bleven gespaard door het slechte weer en Smolensk doordat het beloofde een losgeld te betalen.
In de zomer van 1238 werden de Krim en Mordovië verwoest. In de winter van 1239 gebeurde hetzelfde met Tsjernihiv en Perejaslav. Het volgende doel was Kiev. Deze stad was voor de Italiaanse handelaars essentieel voor de handel met het Mongoolse rijk, omdat alle handel via Kiev verliep. Dit ging echter wel ten koste van de Venetiaanse koloniën rond de zwarte zee. De doges van Venetië, die zich opwierpen als bondgenoten van Batu, kregen hem zo ver Kiev extra grondig aan te pakken, waarna deze stad nimmer meer de oude machtspositie herwon. Eerst stuurde Batu een aantal ambassadeurs om de overgave van Kiev te eisen, maar nadat deze van de stadsmuur werden gegooid, werd de diplomatie overboord gegooid en werd Kiev verwoest. Een ooggetuige schreef:
Veel stormrammen ramden de muren eindeloos, dag en nacht; de bewoners waren bang en veel werden gedood, het bloed stromend als water. En zo, met de hulp van veel stormrammen, braken ze door de muur en traden ze de stad binnen, en de bewoners maakten haast zich te verweren. Men kon een groot treffen zien en horen van lansen die tegen schilden kletterden; de pijlen verduisterden de lucht zodat het onmogelijk was de lucht te zien. Er was duisternis vanwege het enorme aantal pijlen en overal waren doden.
Bij deze veldtocht zouden miljoenen Russen zijn gesneuveld.
Tijdens deze veldtocht kwam het tot een ruzie tussen Güyük en Batu, waarna Ögedei besloot zijn zoon Güyük terug te trekken als een van de aanvoerders van het leger onder opperbevelhebber Batu. Hiermee werd de kiem gezaaid voor de latere vijandelijkheden tussen Batu en Güyük, die het land op de rand van een burgeroorlog brachten.

## Veroveringen in Hongarije en Polen
Het leger van Batu splitste zich, vooral om een betere flankdekking te krijgen, in drie delen, waarbij het eerste leger Polen veroverde en slag leverde bij Legnica, tegen een leger van de Teutoonse Orde en Hendrik II de Vrome, hertog van Polen en Silezië. De Mongolen wonnen overweldigend. Een tweede deel trok over de Karpaten, terwijl een derde deel de Donau over trok.
Ondertussen maakte een grote stroom Koemaanse vluchtelingen Hongarije overvol. De Hongaarse koning Béla IV was erg bang dat een deel van de vluchtelingen Mongoolse spionnen zou zijn. Hij was daarom op het moment van de Mongoolse invasie druk bezig met het zuiveren van zijn land van ongewenste elementen. Als reactie daarop sloot een deel van de vluchtelingen zich aan bij de Mongolen, waardoor Béla zichzelf dubbel in de vingers sneed.
De Slag bij Mohi volgde. De Mongolen en Hongaren vochten om een bruggenhoofd, dat zij door een veel grotere mobiliteit en beter geschut makkelijk veroverden. De meeste Europese legers op dat moment hadden geen katapulten, terwijl de Mongolen over primitieve kanon-achtige wapens beschikten die buskruit gebruikten. Tijdens dit gevecht kwam het leger van Subotai van achter, waardoor de ridders, die niet mee vochten om de brug, in hun tenten omsingeld werden. Ze konden niet in hun kamp vechten door hun zware wapens en werden uitgemoord. De slag liep uit op een totale overwinning voor Batu en na enige schermutselingen vluchtte Bela, vermoedelijk naar de eilanden voor de kust van Dalmatië. Hij werd nog geruime tijd achterna gezeten door de Mongoolse spionnen.
Een interessant gegeven is dat de voornaamste spion en ambassadeur in dienst van Batu gedurende de gehele Europese campagne een Engelsman was. Over de identiteit van deze Engels-Mongoolse ambassadeur is veel gespeculeerd, maar vast staat dat hij een geëxcommuniceerde priester was, die meedeed aan de opstand in Engeland ten tijde van Jan zonder Land. Hij ging op kruistocht naar Jeruzalem, waarna hij in Acre al zijn bezit verdobbelde en verstoten werd. Daar werd hij geronseld door de Mongolen en vervolgens door zijn kennis van talen gebruikt als belangrijkste ambassadeur in Europa. Hij was het die de koning van Hongarije met een ultimatum vroeg zich te onderwerpen.

## Terugtocht en dood
Terwijl er plannen gemaakt werden de rest van Europa te veroveren, zoals de Mongoolse visie van goddelijke rangorde waarin zij het belangrijkste waren wilde, stierf Ögedei. Omdat Batu meende recht te hebben op de troon, trok hij op naar Karakorum, de hoofdstad van het Mongoolse rijk, om daar mee te doen aan de khuriltai. Tijdens deze terugtocht werd de Engelsman in dienst van Batu gevangengenomen en dood gemarteld. Vanwege zijn afkomst werd Batu echter afgewezen voor de positie van Grote Khan. Jochi (zijn vader) zou immers geen zoon van Dzjengis Khan zijn.
Toen dit bleek moest Batu zich verdedigen tegen zijn neef Güyük, met wie de verhoudingen al gespannen waren ten tijde van de veroveringen in Europa, toen Güyük nog als generaal onder Batu diende. Batu hield een leger in stand om de hem vijandelijk gestemde grote Khan tegen te houden. Hij ronselde een leger en trok op tegen Güyük, maar deze stierf voor het tot een burgeroorlog kon komen. Na de dood van Güyük kwam er twist tussen de afstammelingen van Dzjengis Khan over wie er de nieuwe leider moest worden. Door zijn afkomst was Batu niet geschikt, maar als een van de machtigste mannen van het rijk kon hij wel een flinke invloed doen gelden op wie er gekozen werd. Hij belegde een khuriltai in 1250 en koos Möngke, zijn neef en een oud-bevelhebber in zijn leger.
Subotai was al inmiddels overleden en daarom moest Batu verdere veroveringen alleen verrichten. Möngke was niet geïnteresseerd in Europa tot Willem van Ruysbroeck hem vertelde over de weelde van Frankrijk. Daardoor bleef het alleen bij plannen voor Batu. Hij stierf in 1255 en na korte tijd opgevolgd te zijn door zijn zoon Sartaq en diens zoon, was zijn uiteindelijke opvolger zijn broer Berke Khan. Die was vooral in gevecht met zijn neef Hulagu, de Ilkhan van Perzië. Deze oorlog tussen het Ilkhanaat en de Gouden Horde vlamde op nadat Hulagu het islamitische Bagdad had verwoest. Als wraak viel de islamitische Berke Hulagu aan.

## Gouden Horde

De Gouden Horde, 1389.

Uit het door Batu veroverde gebied, grofweg Zuid-Rusland ten westen van de Oeral, West-Kazachstan, Oost-Oekraïne en Noordwest-Oezbekistan, stichtte Batu een rijk, gecombineerd uit de Witte Horde en Blauwe Horde. De naam Gouden Horde zou moeten slaan op de gouden tent die Batu veroverde van Béla IV van Hongarije. Deze theorie wordt tegenwoordig echter veeleer als een romantisch 19e-eeuws verzinsel gezien.
Waar veel Mongoolse gebieden na enige tijd uiteenvielen en de dynastieën slechts kort stand hielden, was de Gouden Horde tweehonderd jaar lang onbetwist het belangrijkste rijk in Rusland.

## Voetnoten
1. ↑  W. Tiesenhausen, Recueil de materiaux relatifs a I'histoire de I'Horde d'Or, volumes I-II (Saint. Petersbourg, 1884; Moscow, 1941

- Gemeinsame Normdatei: 118653571
- International Standard Name Identifier: 0000 0000 6426 6300
- Library of Congress Control Number: nr94025091
- Bibliotheek van het Japanse parlement: 00794662
- Nationale Bibliotheek van Tsjechië: js2012702488
- Nationale Bibliotheek van Israël: 987007287669705171
- LIBRIS: 330940
- TDVİA: batu-han
- Virtual International Authority File: 24483607
- WorldCat: E39PBJkXC8GfkTqmdHQxXvRkDq